# Villanovia vilicornis
Villanovia vilicornis là một loài ruồi trong họ Tachinidae.